# Pokémon Legends: Z-A
Pokémon Legends: Z-A é um futuro jogo eletrônico de RPG de ação desenvolvido pela Game Freak e publicado pela Nintendo e The Pokémon Company para Nintendo Switch e Nintendo Switch 2. Anunciado em fevereiro de 2024, Legends: Z-A faz parte da nona geração de jogos eletrônicos de Pokémon, servindo como uma sequência dos títulos de sexta geração Pokémon X e Y, de 2013 e como o segundo jogo de Pokémon Legends, após Pokémon Legends: Arceus, de 2022. Legends: Z-A se passa inteiramente na Cidade de Lumiose, na região de Kalos, que é baseada em Paris, França.
Pokémon Legends: Z-A está previsto para ser lançado em 16 de outubro de 2025. Inicialmente anunciado como exclusivo para o console Switch original, uma portabilidade aprimorada também está prevista para ser lançada no Switch 2.

## Jogabilidade
No início do jogo, três Pokémon iniciais estão disponíveis: Chikorita e Totodile (de Gold e Silver) e Tepig (de Black e White).  Ao contrário dos jogos anteriores de Pokémon que apresentavam combate baseado em turnos, Legends: Z-A usa um sistema de combate em tempo real que leva em conta o posicionamento do personagem do jogador, seu Pokémon e o tempo dos movimentos usados, e permite que o Pokémon se mova e desvie de ataques durante uma batalha. Uma novidade no título é a capacidade de lançar ataques preventivos em treinadores oponentes que vagam por um lugar específico na Cidade de Lumiose chamado Battle Zone durante a noite, em uma competição noturna chamada Z-A Royale, enquanto os treinadores oponentes são capazes da mesma técnica e podem atordoar seu Pokémon por alguns segundos. Há também missões secundárias na forma de cartas bônus que o jogador pode encontrar e cumprir os objetivos para obter pontos para acessar batalhas de promoção de classificação (que também são recompensadas ao derrotar treinadores inimigos).

## Enredo
O jogo se passará na região de Kalos, que é baseada na França e foi introduzida pela primeira vez nos jogos eletrônicos de 2013, Pokémon X e Y. De acordo com seu trailer, o enredo se passa durante um projeto de renovação urbana em Cidade de Lumiose, que é baseada em Paris, sendo realizado por uma empresa chamada Quasartico, Inc. A Nintendo of America afirmou que o jogo se passará inteiramente dentro de Cidade de Lumiose, onde Pokémon coexistem com humanos em locais conhecidos como Wild Zones. Durante as horas noturnas, Battle Zones aparecerão para o Z-A Royale, onde os treinadores vagam e podem desafiar e ser desafiados pelo jogador para batalhas Pokémon. O objetivo do personagem do jogador é avançar do Rank Z para o Rank A por meio de batalhas de promoção com certos treinadores para ter um desejo concedido. Durante o curso da história, o Pokémon Lendário Zygarde se interessa pelo personagem do jogador.

## Desenvolvimento
Em 27 de fevereiro de 2024, Legends Z-A foi anunciado durante uma apresentação do Pokémon Presents com uma janela de lançamento de '2025'. No final do trailer, a mecânica de Mega Evolução, que foi introduzida pela primeira vez em X e Y, também foi confirmada para retornar. Pokémon Legends: Z-A está sendo desenvolvido pela Game Freak. Durante o próximo Pokémon Presents, em 27 de fevereiro de 2025, um segundo vídeo foi lançado, dando mais informações sobre o enredo e elementos de jogabilidade com uma janela de lançamento atualizada de 'final de 2025'. Durante o Nintendo Direct em 2 de abril de 2025, foi confirmado que Pokémon Legends: Z-A receberá uma versão atualizada no Nintendo Switch 2 junto com muitos outros jogos do Nintendo Switch. Está programado para ser lançado em 16 de outubro de 2025 para Switch e Switch 2.